# 一条輝
一条 輝（いちじょう ひかる）は、1982年から1983年にかけて放映されたテレビアニメ『超時空要塞マクロス』および、その関連作品に登場する架空の人物。
担当声優は長谷有洋。1996年に長谷が死去したのちに発売された「スーパーロボット大戦シリーズ」や「マクロスシリーズ」のゲーム作品においては、野島健児が新たに声を担当している。

## 概要
『超時空要塞マクロス』の主人公。民間のスタントパイロットであったが戦闘に巻き込まれ、地球統合軍に入隊。可変戦闘機「バルキリー」のパイロットとして成長してゆく。
当時のロボットアニメの主人公としては異色のキャラクターで、性格は熱血漢にはほど遠く、量産された機体に搭乗し、戦闘技量では脇役に劣り、ライバルとなる敵キャラクターもおらず、最終決戦の途中で戦場から離脱するといった、一市民に近い青年の感覚を表現するために、従来のヒーロー像を意図的に外した描写がなされた。また特に恋愛に関しては、リン・ミンメイ、早瀬未沙という二人の女性に対してしばしば優柔不断な面や鈍感な面が描かれる。一方で、敵軍との決戦では後世「ミンメイ・アタック」と呼ばれる戦法を発案し、勝利に導くといった主人公らしさも発揮する。
設定や物語を再構成した劇場版『超時空要塞マクロス 愛・おぼえていますか』では、最初から統合軍のバルキリーパイロットという立場で登場する。同作品におけるトップクレジットは輝ではなくミンメイとなっている。テレビ版よりもヒーロー性が強調され、クライマックスでみずから愛を告白し、単機で敵軍の中枢を打倒するといった活躍が描かれている。

## 設定・経歴

### 超時空要塞マクロス
日本国出身。年齢は物語開始時において17歳（16歳とも）。趣味は飛行機のプラモデル製作。
母親を早くに亡くし、アクロバットチームを率いる父親に育てられ、チームのエースだった兄貴分のロイ・フォッカーに操縦の手解きを受ける。箸を持つより先に操縦桿を握り、地上で暮らした時間よりコックピットに乗っている時間のほうが長いという、筋金入りのパイロットである。演技中の事故で父親も亡くし、以後、天涯孤独の身で各地のアマチュアのレース大会を転戦し、10代半ばにもかかわらず7回の優勝、多数の入賞経験を持つ賞金稼ぎとして生計を立てる。
2009年2月、フォッカーに招待されて「SDF-1 マクロス」の進宙式典に赴くが、巨人型異星人ゼントラーディとの戦争が始まり、フォールド事故に巻き込まれ、望まぬまま乗艦することになる。その際、リン・ミンメイと出会う。この時点では17歳であり、2歳年上（19歳）の早瀬未沙中尉を初対面で「おばさん」呼ばわりする。その後、フォッカーやミンメイに勧められて統合軍に入隊し、可変戦闘機バルキリーのパイロットとなる。はじめはフォッカー少佐麾下スカル大隊の一員（軍曹）で、搭乗機としてVF-1Jが与えられる。同機の塗装は訓練時はVF-1A一般機に類似したカーキ色と白による配色だが、大隊配属以降は白を基調とし、翼やボディなどに赤のアクセントが入った配色となる。
男所帯で育ったため遠慮がなく、入隊後も上官である未沙への反抗や命令違反を繰り返すが、危険を恐れない勇敢さもあわせもち、火星のサラ基地における戦闘を経て少尉に昇格すると同時にチタニウム勲章を受章し、スカル大隊所属バーミリオン小隊の隊長に任命され、柿崎速雄とマクシミリアン・ジーナス（マックス）を部下にもつことになる。スタント出身のため操縦技術は優秀だが、歴戦のエースである上官のフォッカーと、天才と呼ばれる部下のマックスには及ばない。元来飛行機乗りだった輝は、可変機構を活用した戦闘術に独創性を見せるマックスとは違って、バトロイド形態を駆使した空戦術にはなじめなかったが、実戦のなかで次第に練度を上げてゆく。その後、未沙や部下とともにゼントラーディ軍の捕虜になりながらも奇跡の生還を果たし、中尉に昇格する。
フォッカーの戦死後、その機体VF-1S（ロイ・フォッカー・スペシャル）を受け継ぎバーミリオン小隊をスカル小隊に改称するが、直後の戦闘で柿崎を亡くし、ほどなくしてスカル中隊の隊長となり補充の新人パイロットたちを率いる。ミンメイがアイドルとして脚光を浴び、従兄のリン・カイフンと親密になり遠ざかってゆく一方、カイフンに過去の思い人の面影を重ねていた未沙とは、互いに理解を深めてゆくことになるものの、のちに未沙が地球に転属して離ればなれとなる。
ゼントラーディ軍ボドル基幹艦隊との決戦を前に、死を覚悟してミンメイに思いを告白するが、これまで輝のことを「お友達」としか思っていなかったというミンメイは、幼いころからの憧れだったカイフンを選ぶ。輝は文化に触れていない敵を歌で動揺させる作戦を発案してミンメイに歌ってほしいと頼み、別れの口づけを交わす。戦闘中、被弾してそのまま戦場を離脱することになり、敵の総攻撃で全滅した地球の地下基地で生き残っていた未沙を救い出す。
大戦後は月面アポロ基地の太陽系パトロール隊、マクロス・シティ研究基地における新鋭可変戦闘機（VF-X-4）開発プロジェクトのテストパイロットを経て、地球で暮らす巨人の暴動に対する治安維持パトロール隊の隊長に着任する。階級は大尉。プライベートでは未沙との関係を不器用にも深めていくが、互いに素直になれず恋愛への確信を持てない。そのうちカイフンと別れ公私ともにうまくいかなくなったミンメイが、楽しかった昔の記憶にすがるように輝のもとに身を寄せてくると、これを受け入れる。人類宇宙移住計画の責任者として銀河へ旅立つことになった未沙が、最後に素直な気持ちを輝に告白し、本当に自分にとって大切なものに気付いた輝は、憧れていたミンメイではなく、むしろいがみ合ってきた未沙を選んで物語は終了する。

### 超時空要塞マクロス 愛・おぼえていますか
『超時空要塞マクロス 愛・おぼえていますか』においては、物語開始時点でフォッカーが率いる統合軍スカル小隊に所属する少尉であり、マックス、柿崎とは同階級の同僚という間柄である。搭乗機はVF-1Aで、パーソナルカラーは白地に赤と黒。年齢は18歳、身長は178cmに変更。入隊前の経歴やフォッカーとの関係はテレビ版と同様。未沙とは土星宙域での防衛戦で言い争うまで、ミンメイとはマクロス艦内でその命を救うまで、個人的な面識はない。
劇中ではアイドルに憧れる一ファンとしてミンメイと出会う。ミンメイの疲れを癒したい気持ちから軽率な行動に出たために、周囲の人間とともにゼントラーディ軍の捕虜となり、ブリタイ7018座乗艦に連行される。未沙を乗せての脱出時にブリタイ艦のフォールドに巻き込まれて、ボドル基幹艦隊の総攻撃で荒廃した地球に飛ばされ、長い時間をふたりきりで過ごすうちにやがて愛情で結ばれる。のちに自身を思いつづけていたミンメイと再会し動揺するものの、未沙への思いは揺るがずに告白を果たす。ミンメイとの関係にもけじめをつけ、ボドル基幹艦隊の攻撃を前にふたりでの死を望むミンメイを説得し、歌う決心をさせる。最後の戦いでは、戦死したフォッカー、行方不明となったマックスのあとを継いでスカル小隊長（中尉）となり、VF-1S ストライクバルキリーでゴル・ボドルザー打倒の特務を遂行する。
河森正治監修のセガサターン / PlayStation用ゲーム『超時空要塞マクロス 愛・おぼえていますか』のオープニングムービーでは、マクロスがゼントラーディ軍の奇襲を受けた物語冒頭部で、すでに空母「プロメテウス」に所属する軍人であり、フォッカー少佐以下、同階級（少尉）のマックス、柿崎らとスカル小隊を編成している。プロメテウスが撃沈されたためマクロスへ転属となり、劇場版オープニング（5か月後）へとリンクしていく。

### その後
2012年、未沙と結婚し長女、一条未来（）をもうける。ミュージックビデオ『超時空要塞マクロス Flash Back 2012』では、宇宙移民船SDF-2 メガロード-01の航空隊長として新鋭機VF-4を駆り、移民船団の護衛任務に就く姿が描かれている。
2016年、銀河系中心部でメガロード-01とともに謎の失踪を遂げ、一般にはその事実は非公表とされる。
第一次星間大戦における輝とミンメイ、未沙のエピソードは2031年公開の映画「愛・おぼえていますか」や、ドラマ「リン・ミンメイ物語」、「トライアングラー」などにより後世に語り継がれる。

## 搭乗機
超時空要塞マクロス
- ファンレーサー（スタントパイロット当時の愛機）　
- VF-1D バルキリー（複座練習機、機体番号VT-102）
- VF-1J バルキリー（スカル大隊23番機 識別番号117、バーミリオン小隊長機 識別番号101、コールサイン「バーミリオンリーダー」）
- ファンライナー（ミンメイがミス・マクロス・コンテストで得た優勝賞品。その後、一条輝の私用機になる）
- VF-1S バルキリー（スカル小隊長機、スカル中隊長機、コールサイン「スカルリーダー」 、識別番号001）
- VF-1S スーパーバルキリー（同上）
- デストロイド・スパルタン （第34話）

超時空要塞マクロス 愛・おぼえていますか
- VF-1A スーパーバルキリー（スカル小隊2番機、コールサイン「スカル11」）
- VT-1 スーパーオストリッチ（宇宙用複座練習機）
- VF-1S ストライクバルキリー（スカル小隊長機、コールサイン「スカル1」）

超時空要塞マクロス スクランブルバルキリー
- VF1SOL-S スクランブルバルキリー

超時空要塞マクロス Flash Back 2012
- VF-4 ライトニングIII（メガロード-01航空隊長機）

## 制作・備考

### 制作
1980年8月より作成が開始された『超時空要塞マクロス』の原型となった企画は、当時スタジオぬえが進めていた本命のハードSF的な企画を通すためのダミー企画で、同年9月から11月にかけて本命企画への反動からSFのイメージを破壊するような「非常識な要素」が積み重ねられてゆき、そのなかで舞台となる宇宙戦艦の艦載メカに乗るパイロットを主役に、ブリッジオペレーターのチーフをヒロインに据え、「けんかばかりしながら、どことなく気になる2人が、いつしか恋に堕ちてゆく」といった青春ドラマのパロディ風に仕立てることになった。
それからリン・ミンメイの原型となるチャイナドレスの少女（以下、出典に従い「中国娘」）を登場させることになり、1981年1月にはこの「中国娘」にあこがれていた主人公が振られ、「中国娘」の「血のつながらない兄」に片思いをして振られたヒロインと結ばれるという筋書きが生まれる。同年5月から7月にかけて、「中国娘」が芸能界に入り遠ざかってゆくのを寂しく感じることから「たよりない主役」のイメージが固まり、さらにヒロインが地球に転属し、敵の総攻撃で壊滅する地球の地下基地で主人公とヒロインが再会して脱出するというイメージもできる。同年8月にはこのダミー企画の本命化が濃厚になったことで、これまでのパロディ・ギャグ路線から主人公たちの三角関係を中心としたラブコメディ路線へと修正されはじめ、同年10月、主人公が民間のアクロバット・パイロット出身で、戦争に巻き込まれて軍のパイロットになるという設定になった。
全39話予定だった時点でのストーリー構成表では、最終話でアキ（企画段階における未沙の名前）と結婚して子供をもうけるが、新鋭バトロイドのテスト中に事故で死亡することになっていた。
『超時空要塞マクロス』で設定監修・メカニックデザインなどを務めた河森正治は、放映された1980年代当時を反映したウェットな作風のなかで、登場人物を身近な印象にするため、輝もアンチヒーロータイプとして描かれていたと述べている。また当時『機動戦士ガンダム』などの作品で成功したことは絶対にやらないという姿勢で制作していたといい、その例として主人公が舞台となる戦艦のブリッジに行かず、艦長とも会わないという点などを挙げている。
キャラクターデザインを手がけた美樹本晴彦は『マクロス』について、あだち充作品のような雰囲気を意識していたといい、キャラクターデザインの時点で「主人公らしくない」としてOKを出さなかったスタジオぬえの宮武一貴や松崎健一らに対して、「あだち充の主人公みたいな主人公らしくない主人公でもいいじゃないか」と主張したと語っている。

### 誕生日設定
輝の誕生日については、学習研究社のアニメ雑誌『アニメディア』1983年9月号付録「人気キャラ星座占いBOOK」の10頁において「1991年11月4日」とされていた。2021年11月4日以降、Twitter（のちのX）の「マクロス」公式アカウントが11月4日を輝の誕生日として祝福する投稿を行なっている。

## 反響

### 人気投票
徳間書店のアニメ雑誌『アニメージュ』が主催する「アニメグランプリ」では、1983年に発表された第5回のキャラクター部門で第6位、1984年に発表された第6回の男性キャラクター部門で第4位、劇場版公開後の1985年に発表された第7回の男性キャラクター部門で第5位にランクインした。
作品内の人気投票では、1983年に発売された秋田書店のムック『マクロスグラフィティ』で発表された「ミスター★マクロス」（男性キャラクター部門）で第1位となった。
後年にシリーズ化されて以降のシリーズ内人気投票においては、フォッカーや後継作品の主人公などのほうが上位にランクインする結果となっており、角川書店の雑誌『マクロスエース』で2010年に発表されたアンケート結果における男性キャラクター部門では『Vol.006』で第2位、『Vol.007』で第4位。2019年にNHK BSプレミアムで放送された『発表！全マクロス大投票』ではキャラクター部門で総合第15位（作品別ではテレビ版の輝が第26位、劇場版の輝が第32位）となった。アイティメディアが運営するウェブサイト「ねとらぼ調査隊」が2021年より実施している「あなたの好きなマクロスの主人公は誰？」というアンケートでは最高で第2位（2024年。同年の男性票に限れば第1位）。また、同サイトが2021年以降に実施している「初代マクロスの統合軍で好きなキャラクターは？」というアンケートでは、最高で第3位（2023年）となっている。
搭乗機の人気投票では、『マクロスグラフィティ』の「バルキリー・ベスト・ファイブ」でフォッカーから受け継がれるVF-1Sが第2位、それまでの搭乗機であるVF-1Jが第3位、第9話で搭乗するアーマード・バルキリーが第5位となっており、同書はVF-1Jについて「主人公メカのはずだったが、地味なカラーリングのせいか人気も今イチ」と評した。
シリーズ化以降の人気投票では、『全マクロス大投票』で第2位にフォッカーから受け継がれるVF-1S、第6位に劇場版のラストで搭乗するVF-1S ストライクバルキリー、第10位にテレビ版のVF-1Jといった機体がランクインした。「ねとらぼ調査隊」で2021年より実施されている「マクロス初代劇場版の艦艇・可変戦闘機で好きなのはどれ？」というアンケートではVF-1S フォッカー機が第1位で、輝の搭乗機はVF-1Sが第2位、VF-1Aが第3位という結果が続いている。

### 評価
「マイナビニュース」は輝について、従来のヒーロー像とは異なり「見方によっては、あまりに『普通』の青年なのである」としたうえで、「戦闘機が飛び交う『普通』ではない状況において、『普通』の青年は物語の幅を生み出す存在となる」「『主人公が強くある必要がない』との見地を提出したという意味では、日本漫画界における貢献度も低くはあるまい」と評した。

### 「おたく」との関連説
『超時空要塞マクロス』の劇中では輝がミンメイ相手に「おたく」という二人称を使う場面が何度もある。岡田斗司夫によるとこの二人称は『超時空要塞マクロス』の企画に携わったスタジオぬえの中で広まっていたものが反映されたともいわれる。『超時空要塞マクロス』の放送と時を同じくして、同人誌即売会に集まるアニメ・漫画ファンのあいだで「おたく」という二人称が流行し、それが転じてアニメや漫画の愛好家を指す「おたく」という用語が生まれるが、岡田によると一説には、この二人称をアニメ・漫画ファンのあいだに流行させたきっかけは、一条輝の台詞回しによるものともいわれる。

## 『ロボテック』版
日本国外で展開された『ロボテック』（Robotech）版では「リック・ハンター（Rick Hunter）」という欧米人風の名前になり、設定も一般民間人から、素性を隠した軍人（士官候補生）に変えられ、性格描写も優柔不断な面が幾分改定されている。声の出演はトニー・オリバー。
『ロボテック』版オリジナルである Robotech II: The Sentinels にも航空/航宙群・作戦提督（Aerospace-group Admiral）の役職（階級は少将）となって登場し、遠征艦隊軍・司令（提督、Fleet General）となった「リサ・ハイエス（Lisa Hayes / 早瀬未沙）」（当時は大佐、のちに海軍大将）との結婚のエピソードが描かれている。
またDCコミックス子会社のワイルドストーム（Wildstorm）社の漫画では、ゼントラーディ人暴徒の鎮圧に際し VF-4 ライトニングの実戦試験機 X-4 に搭乗して戦うシーンもある。
最初の Robotech: The Macross Saga （『超時空要塞マクロス』の翻案）から33年後の時代を描いた漫画 Robotech: Prelude to the Shadow Chronicles と、OVA（あるいは「劇場映画」） Robotech: The Shadow Chronicles にも登場。前者では Robotech: The New Generation （『機甲創世記モスピーダ』の翻案）のCVR-3M ライディング・スーツ着用姿が描かれている。
妻であり上官でもあるリサとの間には、入隊時点から「SDF-3 パイオニア」 (英: Pioneer) が、「S型中性子超時空戦略核ミサイル」 (英: Neutron S Type Super Dimensional Strategic Nuclear Missile) 試射実験中の事故を原因として、「オミクロン領域」 (英: Omicron Sector) において、艦長である妻とともに消息を絶つまでの期間を通して、常に階級から5階級の身分差が発生しているが、本質的に飛ぶことに生きがいを見いだすパイロット気質であったこともあり、周囲が気を揉むほどに当人は気に掛けることはない。